# قلب رقه
قلب رقه یک فیلم ایرانی به کارگردانی و نویسندگی خیرالله تقیانی‌پور و تهیه کنندگی سعید پروینی محصول ۱۴۰۲ است. این فیلم در بخش فجر چهل و دومین دوره جشنواره فجر حضور داشت.
این فیلم محصول بنیاد سینمایی فارابی و بنیاد رسانه‌ای بیان است و پخش آن را دفتر شهر فرنگ برعهده دارد.

## داستان
داستان این فیلم یک عاشقانه در دل التهاب را روایت می‌کند. رضا (شهرام حقیقت دوست) یک ایرانی در بین اعضای گروهک تروریستی داعش است که مسئولیت رسانه این گروه را برعهده دارد. او در پی جست و جو دربارهٔ یک ایرانی اسیر توسط داعش، با همسر خود (شادی مختاری) که گمان می‌کرد کشته شده است رو به رو می‌شود.

## بازیگران
- شهرام حقیقت‌دوست
- شادی مختاری
- محیا دهقانی
- فرهاد قائمیان
- هدایت هاشمی
- مصطفی ساسانی
- ابوالفضل امیری
- محیا دهقانی
- عامر علی
- محمدرضا شریفی‌نیا
- مهدی شیخ عیسی

## جوایز و افتخارات

### جشنواره فیلم فجر
| مراسم                        | تاریخ برگزاری | رده                         | نامزد              | نتیجه    | منبع  |
| ---------------------------- | ------------- | --------------------------- | ------------------ | -------- | ----- |
| چهل و دومین جشنواره فیلم فجر | ۲۲ بهمن ۱۴۰۲  | بهترین بازیگر نقش اول مرد   | شهرام حقیقت دوست   | نامزدشده | [ ۴ ] |
| چهل و دومین جشنواره فیلم فجر | ۲۲ بهمن ۱۴۰۲  | بهترین تدوین                | مهدی سعدی          | نامزدشده | [ ۴ ] |
| چهل و دومین جشنواره فیلم فجر | ۲۲ بهمن ۱۴۰۲  | بهترین موسیقی               | کارن همایونفر      | نامزدشده | [ ۴ ] |
| چهل و دومین جشنواره فیلم فجر | ۲۲ بهمن ۱۴۰۲  | بهترین صدابرداری            | امیر عاشق حسینی    | برنده    | [ ۴ ] |
| چهل و دومین جشنواره فیلم فجر | ۲۲ بهمن ۱۴۰۲  | بهترین صداگذاری             | امین شریفی         | نامزدشده | [ ۴ ] |
| چهل و دومین جشنواره فیلم فجر | ۲۲ بهمن ۱۴۰۲  | بهترین طراحی صحنه           | بهنام جعفری طادی   | نامزدشده | [ ۴ ] |
| چهل و دومین جشنواره فیلم فجر | ۲۲ بهمن ۱۴۰۲  | بهترین جلوه های ویژه میدانی | ایمان کرمیان       | نامزدشده | [ ۴ ] |
| چهل و دومین جشنواره فیلم فجر | ۲۲ بهمن ۱۴۰۲  | بهترین جلوه های ویژه بصری   | حسن ایزدی          | نامزدشده | [ ۴ ] |
| چهل و دومین جشنواره فیلم فجر | ۲۲ بهمن ۱۴۰۲  | بهترین فیلم بخش مقاومت      | خیرالله تقیانی پور | برنده    | [ ۴ ] |